# Falcileptoneta asuwana
Espèce
Synonymes
- Leptoneta asuwana Nishikawa, 1981

Falcileptoneta asuwana est une espèce d'araignées aranéomorphes de la famille des Leptonetidae.

## Distribution
Cette espèce est endémique de Honshū au Japon. Elle se rencontre à Fukui dans la préfecture de Fukui.

## Taxinomie
Cette espèce a été transférée du genre Leptoneta au genre Falcileptoneta par Platnick en 1989.

## Publication originale
- Nishikawa, 1981 : A new leptonetid spider from a tuff mine in Fukui City, central Japan. Journal of the Speleological Society of Japan, vol. 6, p. 23-28.